# Percolare
Percolare se numește curgerea lentă a apei în profunzime printr-un mediu granular permeabil. Când curentul descendent ajunge până la nivelul pânzei freatice percolarea se numește profundă. Frecvent curentul descendent nu face legătura cu pânza freatică și în acest caz se numește percolare superficială.
(Geologie) Percolare = străbatere a solului de către apa din precipitații.
Percolarea este și acțiunea de extragere a unei substanțe solubile, cu ajutorul unui solvent, dintr-un amestec sau dintr-o soluție de mai multe substanțe. În acest al doilea sens, percolarea este o operație metalurgică de extragere a unor metale sau a unor compuși ai acestora prin dizolvarea lor în lichidul care străbate masa de minereu.

## Legături externe
- „percolare” la DEX online